# مشروع 100 عام للسفر بين النجوم

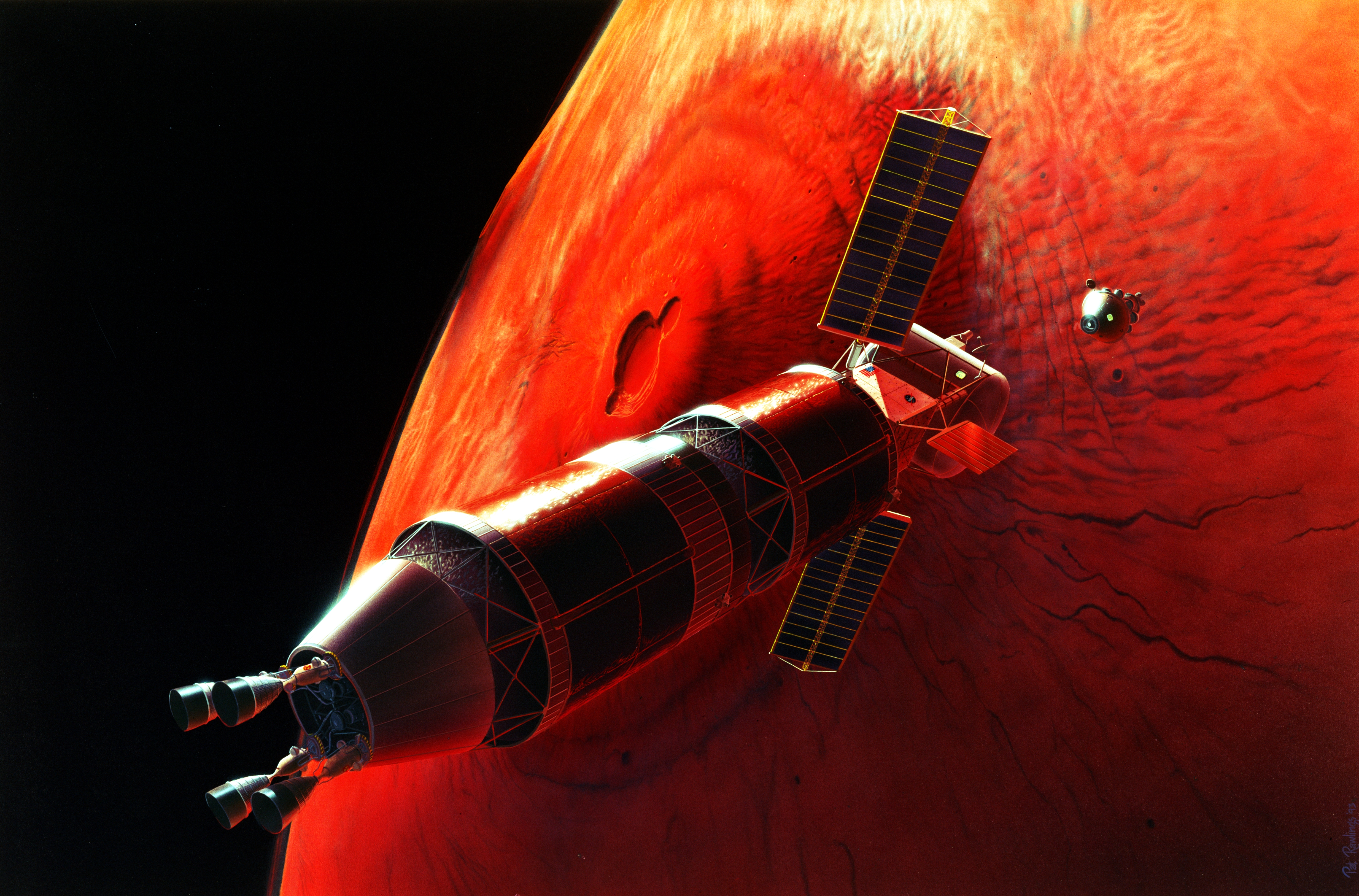

100 Star Starship ( 100YSS ) هو عبارة عن مشروع مشترك بين مشروعات الدفاع الأمريكية المتقدمة (DARPA) ووكالة ناسا .
ليس الهدف من هذه الدراسة تمويل الحكومة للبناء الفعلي للمركبات الفضائية، بل وضع خطة عمل يمكن أن تدوم 100 عام من أجل المساعدة في تعزيز البحوث اللازمة للسفر بين النجوم .

## الأصل
أعلن عن المشروغ من قِبل بيت نوردن مدير مركز أبحاث ناسا، في حديث له في مؤتمر سان فرانسيسكو للحوارات الطويلة في أكتوبر 2010.
وفي بيان صحفي أعلنت DARPA رسميا عن المشروع،  مدير برنامج بول ايريمنكو، والذي شغل منصب منسق الدراسة أوضح أن السعي نحو البحث لعدة أجيال متتالية لإجراء البحوث وتطوير التكنولوجيات المتقدمة وذلك بغية تحقيق الهدف في نهاية المطاف وهو السفر إلى الفضاء بين النجوم.

## التأسيس
كانت دراسة مشروع الـ 100عام هي اسم لمشروع مدته عام واحد لإرساء الأساس لمؤسسة يمكنها المضي قدماً في رؤية السفر بين النجوم .
وكان العرض المقدم من دوروثي جيمسون هو الفائز بقيادة (100 عام للسفر بين النجوم) بالشراكة مع إيكاروس إنترستيلار ومؤسسة تطوير المشاريع، بقيادة الطبيب الأمريكي ورائدة الفضاء السابق في ناسا ماي جيمسون 
في عام 2013 ، حصلت المؤسسة على منحة بقيمة 500000 دولار لمزيد من العمل، واحتفظت المؤسسة الجديدة بالاسم التنظيمي 100 Year Starship.

## ندوات مشروع ال100 عام من السفر
قبل الاحتفال بتأسيس المشروع عُقد مؤتمر في أورلاندو بولاية فلوريدا في الفترة من 30 سبتمبر إلى 2 أكتوبر 2011 ، برعاية مشتركة من DARPA و NASA ، تم تنظيمهما بواسطة مدير مكتب التكنولوجيا التكتيكية في DARPA .
تضمن المؤتمر عروضاً حول مواضيع مختلفة كالتكنولوجيا والبيولوجيا والفيزياء والفلسفة وعلم الاجتماع واقتصاد الطيران في الفضاء .
و نُشرت أوراق مختارة من وقائع المؤتمر في مجلة الجمعية البريطانية للكواكب .
بعد اختيار مؤسسة جيمسون للفوز بالمنحة، عقدت ندوة ثانية في 2012 في هيوستن .
وتم تقديم أوراق عن عدد من الموضوعات المتعلقة بالطيران بين النجوم وتنظيم المؤسسة.
وفي 2013 و 2014 عقدت عدة ندوات في هيوستن  وعقدت أخرى في سبتمبر عام 2015.  

## جوائز Canopus
في عام 2015 ، استضاف مشروع 100 Year Starship جوائزه السنوية الأولى في canpus في وذلك للتمتميزين في الكتابة عن السفر بين النجوم. وتم الإعلان عن الفائزين في 30 أكتوبر 2015 في الندوة

## الانتقادات
في عام 2012 اتهم السناتور الأمريكي توم كوبورن المشروع بأنه واحد من أكثر 100 مشروع هدرًا في موازنة الإنفاق الحكومي .
و استشهد كوبيرن على وجه التحديد بورشة عمل في المشروع شملت جلسة واحدة بعنوان «هل مات يسوع من أجل كلينجونز أيضًا؟» و ناقش الآثار المترتبة على الفلسفة المسيحية في حالة وجود حياة على كواكب أخرى.

## روابط خارجية
- الموقع الرسمي
- 100 سنة المركبة الفضائية: قفزة اهتمام للبشرية؟